# Malchow
För andra betydelser, se Malchow (olika betydelser).
Malchow  är en stad i det nordtyska förbundslandet Mecklenburg-Vorpommern.
Staden ingår i kommunalförbundet Amt Malchow tillsammans med kommunerna Alt Schwerin, Fünfseen, Göhren-Lebbin, Nossentiner Hütte, Penkow, Silz, Walow och Zislow.

## Geografi
Malchow ligger i det sjörika landskapet Mecklenburgiska sjöarna vid sjön Malchower See, som genomflyts av floden Elde. Stadens äldsta delar ligger på en ö, som är belägen i sjön Malchower See.

## Historia
På staden Malchows nuvarande plats fanns en slavisk borg, som kallades ”Malchou”. Denna borg, som var belägen på en ön i sjön Malchower See, omnämns första gången 1147. Under 1100-talets andra hälft betvingades obotriterna av Henrik Lejonets trupper och en ny tysk ort grundades på den slaviska borgen plats. Orten fick stadsrättigheter av Nikolaus I av Werle 1235. 
Söder om staden grundades ett cisterciensiskt nunnekloster på fastlandet 1298. Klostret blev ett jungfrustift (1572) efter den tyska reformationen och existerade fram till 1920.
Under 1300-talet tillhörde Malchow friherrskapet  Parchim-Werle och blev del av hertigdömet Mecklenburg år 1436. Under 1600-talet kom staden till hertigdömet Mecklenburg-Schwerin (1621).  
På grund av två stora bränder år 1697 och 1721, som härjade staden, beslöt stadsrådet att uppföra en ny stadsdel (Malchow-Neustadt) på fastlandet norr om ön.

### 1800-talet
Under 1800-talet utvecklades textilindustrin i Malchow, där det huvudsakligen tillverkades dukar. Därför kallades staden för "det mecklenburgska Manchester" under denna tid. Under året 1885 anslöts Malchow till den nya järnvägslinjen Parchim-Waren.

### 1900-talet
1938 grundades en ammunitionsfabrik av aktiebolaget Dynamit Nobel i Malchow. Fabriken hade omkring 10 000 anställda. 
Under andra världskriget tvingades flera hundra krigsfångar att arbeta i denna fabrik. 1942 uppfördes ett satellitläger av koncentrationslägret Ravensbrück i staden.  Flera hundra kvinnor från satellitlägret tvingades också att tillverka ammunition i fabriken.

### Befolkningsutveckling
Befolkningsutveckling  i Malchow
Källa:,
,
,

## Sevärdheter

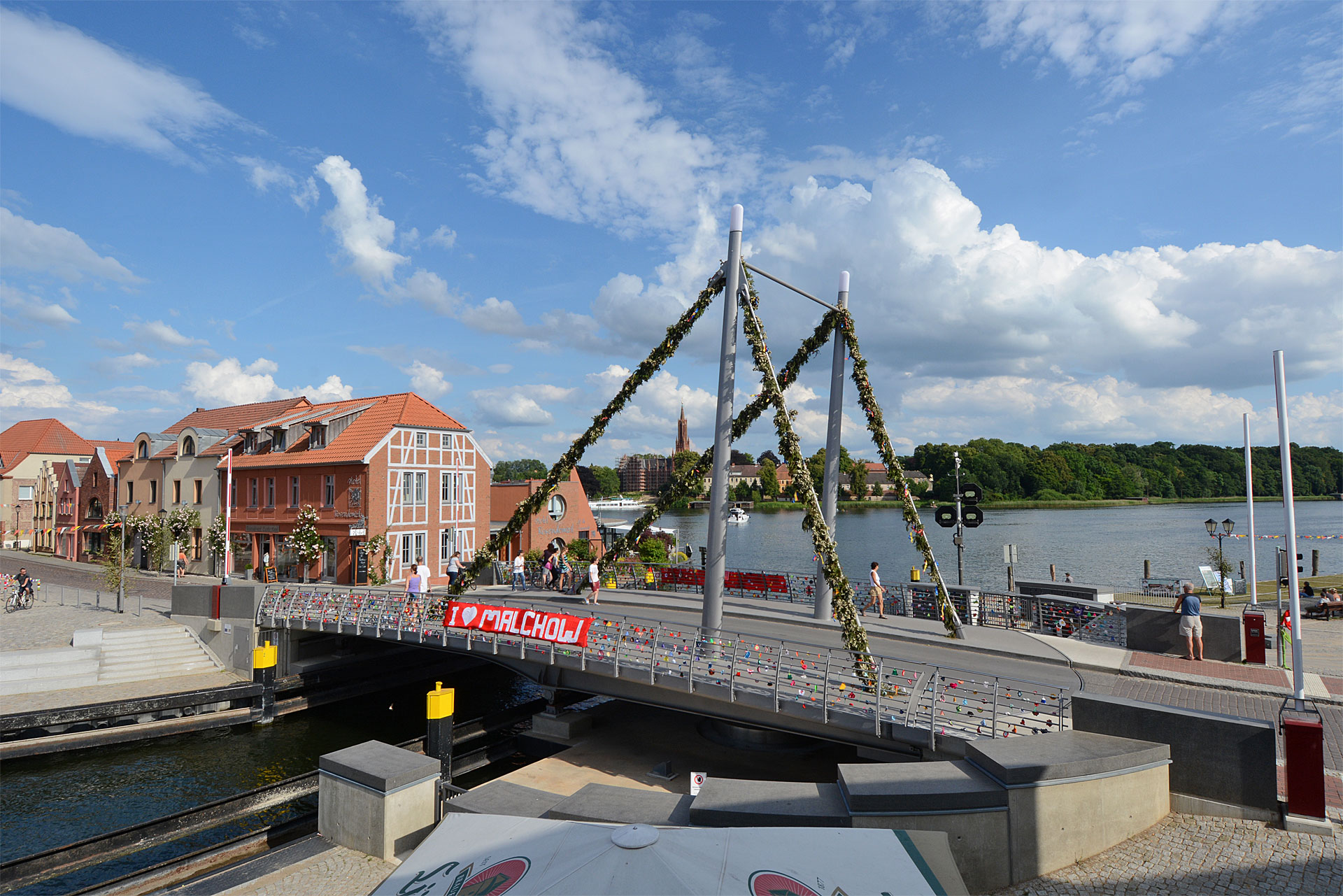
Svängbron i Malchow

- Nygotisk klosterkyrka från 1800-talet
- Mecklenburgska orgelmuseet
- Svängbro, som förbinder fastlandet med stadsdelen på ön

## Vänorter
Malchow har följande vänorter:
- Quickborn i Tyskland
- Moormerland, i Tyskland
- Langballig, i Tyskland
- Gniewino, i Polen

## Kommunikationer
Malchow ligger vid den mecklenburgska sydbanan, som är en järnväg mellan Ludwigslust och Waren. Trafiken drivs av järnvägsbolaget ODEG.
Staden ligger vid förbundsvägen B 192 (tyska: Bundesstraße), som går mellan Zurow och Neubrandenburg. Genom förbundsvägen har Malchow anknytning till motorvägen A 19, som går mellan Rostock och Wittstock.

## Galleri

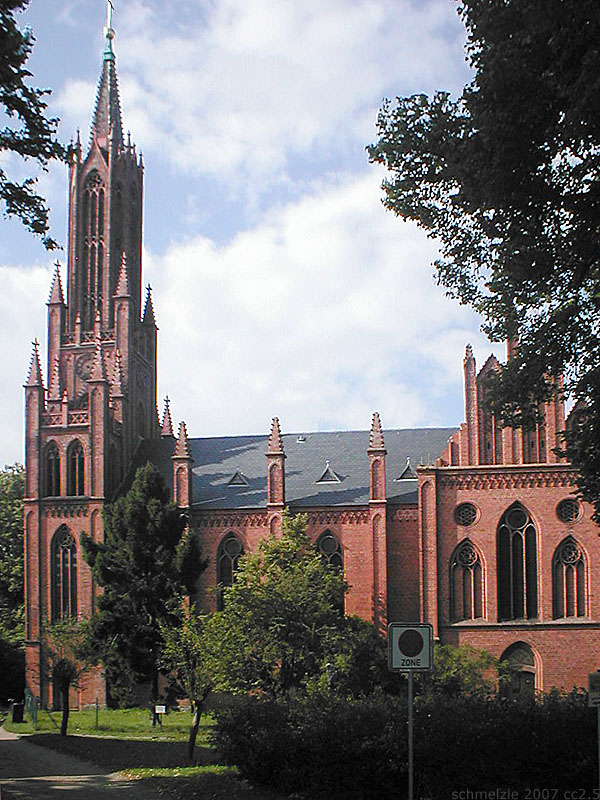
Klosterkyrkan från 1888
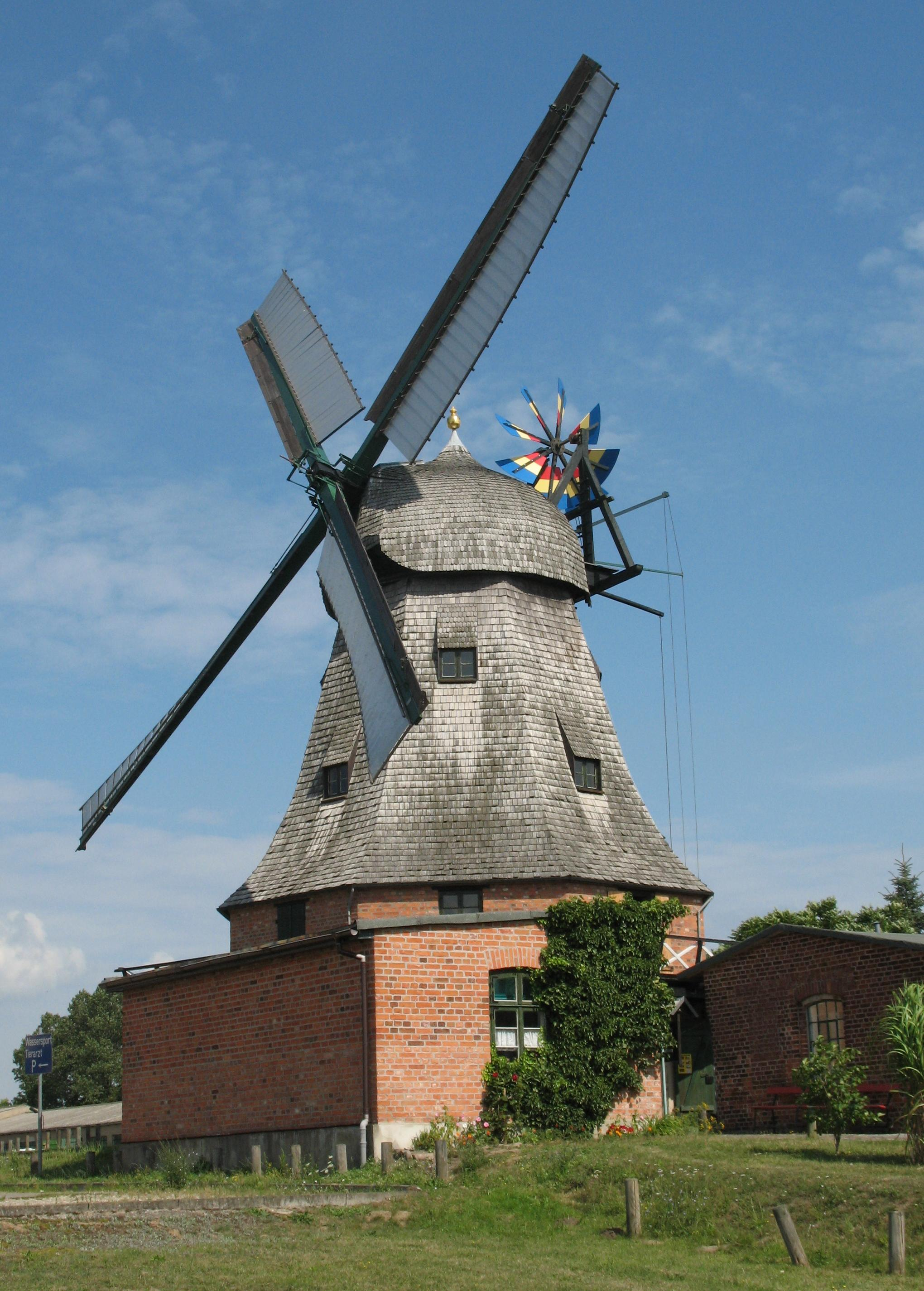
Väderkvarn i Malchow
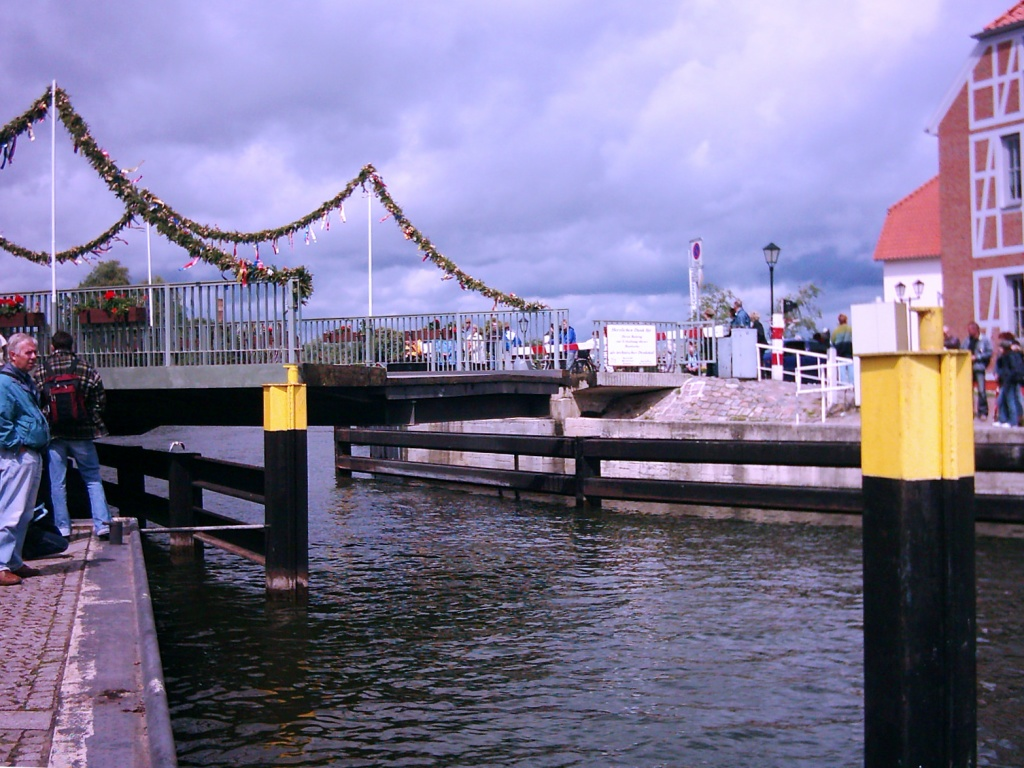
Svängbro i Malchow